# ニューメディア人権機構
特定非営利活動法人ニューメディア人権機構（ニューメディアじんけんきこう）は、北口末廣、村井康利が代表を務めるNPO法人である。所在地は大阪府大阪市港区。

## 概要
- 2000年9月29日に設立されたニューメディア人権機構を前身とする[2]。
- 2011年11月24日設立[3]
- インターネットをはじめとするニューメディアを活用し、国連の提唱する人権の21世紀の実現に向けて、ウェブサイト「人権情報ネットワークふらっと」の運営を中心とした活動によって、ネット上のみならず、社会全体の人権意識の向上に寄与することを目的として設立された[3]。
- 活動分野 - 人権・平和／連絡・助言・援助[3]

## 設立当初の役員
- 理事長 - 武者小路公秀[4]
- 事務局長 - 赤井隆史[5]
- 理事 - 生野弘道[6]
- 理事 - 上杉孝實
- 理事 - 内海義春
- 理事 - 大西英雄
- 理事 - 梶本徳彦
- 理事 - 北口末廣
- 理事 - 神藤勵
- 理事 - 田中宏和
- 理事 - 寺木伸明
- 理事 - 山下博司
- 監事 - 金本隆
- 監事 - 山根健二

## 主な活動
- ウェブサイト「人権情報ネットワークふらっと」を運営
- 人権相談事業[7]
- 人権教育・啓発事業[7]
- 人権ネットワーク事業:人権団体等と協力連携[7]

部落解放同盟大阪府連合会、大阪府人権協会、ヒューライツ大阪、国際人権大学院大学(夜間)の実現を目指す大阪府民会議、「STOP! 個人情報漏えい・登録しよう本人通知制度」市民ネットワーク、等